# Cruising Bar 2
Série
Cruising Bar
(1989)
Pour plus de détails, voir Fiche technique et Distribution.
Cruising Bar 2 est une comédie québécoise réalisée par Robert Ménard et Michel Côté. Mettant en vedette Michel Côté, il s'agit de la suite de la populaire comédie Cruising Bar sortie en 1989.

## Description
Suite de la comédie à succès Cruising Bar, la deuxième aventure ramène les quatre hommes : Patrice, Jean-Jacques, Serge et Gérard. Toujours à la quête de la perle rare, ils en font voir de toutes les couleurs.
Dans cette suite, Patrice dit le lion se retrouve à nouveau célibataire. Éternel gaffeur, papa d'une jeune femme, pas facile pour lui de revenir sur le marché. Pour sa part, Jean-Jacques dit le paon est toujours en quête de son identité sexuelle. Il explorera bien des chemins afin de se découvrir. Quant à lui, Serge dit le ver de terre s'adonne à des cours de danse pour espérer finalement trouver l'âme sœur. Finalement, Gérard dit le taureau entreprend la reconquête de sa femme après maintes tromperies.

## Fiche technique
Source : IMDb et Films du Québec
- Titre original : Cruising Bar 2
- Réalisation : Robert Ménard et Michel Côté
- Scénario : Michel Côté, Robert Ménard et Claire Wojas
- Musique : Jean-Marie Benoît
- Conception visuelle : Jean Bourret
- Costumes : Lyse Bédard
- Maquillage : Nathalie Trépanier
- Coiffure : Réjean Goderre
- Photographie : Pierre Mignot
- Son : Dominique Chartrand, Marcel Pothier, Gavin Fernandes (en)
- Montage : Michel Arcand
- Production : Robert Ménard et Claude Bonin
- Société de production : Productions Vidéofilms
- Société de distribution : Alliance Vivafilm
- Budget : 5,2 millions $ CA
- Pays de production :  Canada
- Langue originale : français
- Format : couleur — 1,85:1
- Genre : comédie
- Durée : 103 minutes
- Dates de sortie :
  - Canada : 16 juin 2008 (première au cinéma Impérial à Montréal)[2]
  - Canada : 27 juin 2008 (sortie en salle au Québec)
  - Canada : 25 novembre 2008 (DVD et Blu-ray)
- Classification :
  - Québec : 13 ans et plus[3]

## Distribution
- Michel Côté : Jean-Jacques / Gérard / Patrice / Serge
- Véronique Le Flaguais : Gertrude, femme de Gérard
- Lise Roy : psychologue
- Marie-France Duquette : Sylvie, amoureuse de Serge
- Chantal Dauphinais : madame Toupin, professeur de danse
- Jocelyn Coutu : Roger
- Christine Foley : diva
- Martin Thibaudeau : Claude, l'homme dans le lit de Jean-Jacques
- Kathleen Fortin : Ginette, sœur de Serge
- Alexis Bélec : médecin
- Christine Paquette : Nicole
- Hélène Major : Paulette
- Noémie Yelle : Fanny, fille de Patrice
- Joseph Bellerose : Pierre
- Carl Boulianne : client au bar
- Éric Cabana : Bob
- Jean-François Casabonne : Jean
- Jason Cavalier : acteur
- Chantal Dumoulin : fille au chien
- Renée Girard : femme au chihuahua
- Jean-Pierre Gonthier : Ti-chef, employé de la pharmacie
- Monique Gosselin : secrétaire
- Gaiia Kim : fille qui réalise
- Marie-Christine Labelle : réceptionniste
- Jean-François Lapierre : jeune homme
- Marjolaine Laurin : femme
- Sandra Lavoie : Salomé
- Olivier L'Ecuyer : serveur
- Alexandre L'Heureux : gars
- Louise Marlouin : femme
- Jean Moise Martin : gars
- Daniel Parent : Ted
- Thérèse Perreault : Mylène
- Dominique Quesnel : cascadeuse
- Yvon Roy : assistant réalisateur
- Andrew Shaver : réalisateur américain
- Mélanie Venne : serveuse
- France Viens : Mélanie, fille en rollerblade
- Frédérik Zacharek : barman